# Cordylomera elegans
Espèce
Cordylomera elegans est une espèce de coléoptères de la famille des Cerambycidae et de la sous-famille des Cerambycinae. Elle est trouvée en Afrique du Sud. Il y a une sous-espèce: Cordylomera elegans caborabassae Da Veiga Ferreira.